# Tiptakzi
Tiptakzi war nach der Königsliste A der achte Herrscher der Kassitendynastie von Babylon. Die Lesung des Namens ist sehr unsicher, nach der Autopsie von Brinkman ist lediglich eine Zeichenfolge von [x-ib-x]-[(x)]-[x-x] gesichert. Johannes Boese hat auf Grund von Funden aus Tell Mohammed vorgeschlagen, den Namen als Šiptaʾulzi zu lesen.
Der Name seines Nachfolgers ist völlig unlesbar. Astour nimmt Agum-kakrime an, was, wie Boese betont, verführerisch, aber letztlich nicht belegt ist.
Nach einer Schrifttafel aus Tell Mohammed regierte Šiptaʾulzi im Jahr 36 nach dem Wiederaufbau von Babylon nach der Zerstörung durch die Hethiter.